# Pacyfikacja wsi Olszanka
Pacyfikacja wsi Olszanka – masowy mord na ludności cywilnej połączony z podpaleniami i niszczeniem mienia, dokonany przez okupantów niemieckich 5 czerwca 1944 roku we wsi Olszanka w powiecie krasnostawskim.
5 czerwca 1944 roku Niemcy stoczyli w pobliżu Olszanki przegraną potyczkę z polsko-sowieckim oddziałem partyzanckim. W odwecie za poniesione straty jeszcze tego samego dnia spacyfikowali wieś, której mieszkańcy znani byli z aktywnej współpracy z ruchem oporu. Z rąk niemieckich żandarmów zginęło około 100 mężczyzn, kobiet i dzieci. Zabudowania Olszanki zostały doszczętnie spalone.

## Geneza
Olszanka w gminie Kraśniczyn (do 1954 roku gmina Czajki) jest wsią położoną wśród lasów, w rejonie, gdzie przed wojną zbiegały się granice powiatów chełmskiego, hrubieszowskiego, krasnostawskiego i zamojskiego. Od Krasnegostawu i tamtejszej stacji kolejowej dzieli ją odległość 32 kilometrów. W okresie poprzedzającym pacyfikację liczyła 96 gospodarstw i 361 mieszkańców.
W okresie okupacji niemieckiej mieszkańcy Olszanki aktywnie współpracowali z ruchem oporu. Z punktu widzenia partyzantów wieś była położona bardzo dogodnie, stąd chętnie zatrzymywały się tam na postój zarówno oddziały BCh, AK i AL, jak i partyzanci sowieccy. Ponadto w Olszance i okolicy ukrywali się Żydzi oraz czerwonoarmiści zbiegli z niemieckiej niewoli. 

## Przebieg pacyfikacji
5 czerwca 1944 roku Niemcy urządzili obławę na polsko-sowiecki oddział partyzancki, który kwaterował w lesie nieopodal Olszanki. Mimo zaangażowania znacznych sił nie zdołali rozbić partyzantów, co więcej ponieśli poważne straty. W odwecie postanowili wywrzeć swą zemstę na ludności cywilnej.
Olszankę spacyfikowano jeszcze tego samego dnia w godzinach popołudniowych. Niemcy wkroczywszy do wsi, rozpoczęli systematyczną masakrę. Schwytanych mieszkańców mordowano strzałem w tył głowy, rannych dobijano bagnetami. Nie oszczędzano przy tym kobiet i dzieci. Według jednego ze źródeł piętnaście osób spłonęło żywcem w podpalonych zabudowaniach. Mieszkańców, którzy uniknęli natychmiastowej egzekucji, wywieziono na Majdanek lub do innych obozów koncentracyjnych, ewentualnie na roboty przymusowe. Po zakończeniu pacyfikacji wieś doszczętnie spalono. Przez następne  trzy dni Niemcy mieli patrolować okolicę (nawet przy użyciu samolotów), uniemożliwiając tym samym mieszkańcom sąsiednich wsi udzielenie pomocy rannym i pogrzebanie zamordowanych.
Źródła podają rozbieżne informacje na temat liczby ofiar pacyfikacji. Józef Fajkowski i Jan Religa podawali w swej monografii, że w Olszance zamordowano 97 osób, w tym 47 mężczyzn, 42 kobiety i ośmioro dzieci. W innych źródłach liczbę ofiar szacowano natomiast na 103 lub 112, 138, a nawet 215 osób. W gronie zamordowanych znalazły się osoby narodowości ukraińskiej i polskiej. Najstarsza ofiara liczyła 85 lat, najmłodsza – 2 lata.
Zeznania jednego ze świadków wskazują, że pacyfikacji dokonali niemieccy żandarmi z posterunków w Chełmie, Krasnymstawie i innych miejscowościach. W starszych źródłach można z kolei znaleźć informację, że zbrodni dokonały Wehrmacht, „własowcy” i SD.

## Epilog
Po wojnie Olszankę odbudowano. Uchwałą Prezydium Krajowej Rady Narodowej z 19 sierpnia 1946 roku wieś została odznaczona Krzyżem Grunwaldu III klasy.
W 1987 roku w Olszance wzniesiono obelisk ku czci ofiar pacyfikacji.